# Kansai Ki-in
La Kansai Ki-in (関西棋院), est une fédération japonaise de jeu de go pour la région du Kansai. Elle a été fondée en 1950 par Hashimoto Utaro. Bien que plus petite que la Nihon Ki-in, rivale et principale fédération japonaise de go, la Kansai Ki-in possède sa propre ligue professionnelle et délivre des certificats de niveau pour les joueurs amateurs forts.
Pendant la Seconde Guerre mondiale, les déplacements d'Osaka jusqu'à Tokyo, siège de la Nihon Ki-in, étant devenus difficiles, la NHK créa une branche occidentale de la Nihon Ki-in. Cependant, après une dispute autour du titre Honinbo en 1950, celle-ci prit son indépendance et devint la Kansai Ki-in.